# Фортеця Комотіні
Фортеця Комотіні (Візантійські стіни Комотіні) —  укріплення, яке було споруджено на древній Егнатієвій дорозі, нині розташоване в м. Комотіні, Греція.

## Історія
Фортеця мала стратегічне розташування на Егнатієвій дорозі і контролювала прохід від гір Родопи до Фракійського моря.
Є різні позиції щодо датування пам'ятки. За поширеною версією фортеця побудована  Імператором Феодосієм I в ранньовізантійський період (в IV столітті н. е.). Цю теорію відстоював  уродженець міста професор Кіріакідіс, який знайшов на північній вежі напис  "writingεοδοσίου Κτίσμα" (будівля Феодосія). Також на користь цієї теорії свідчит її типове планування як пізньої римської фортеці (квадрибургій): квадратна форма, циліндричні вежі по кутах, багато прямокутних веж по боках, розташування на рівнинній місцевості.
Інша теорія вказує на те, що хоч укріплення і розташовані на жвавій дороз, про нього немає жодних історичних згадок до XIV століття, не зважаючи військові конфлікти та набіги в цій частині Греції.  Тому вважається, що це залишки фортеці, побудованої після руйнування болгарами у 1206 році грецького міста Мосинуполіс. Зокрема, про фортецю немає згадок у візантійського історика Прокопія Кесарійськиого, який писав про всі інші фортеці в цій місцевості.
Перша згадка фортеці зазначена в праці "Римська історія" історика Нікіфор Грогора, який писав, що Іоанн VI Кантакузин у 1343 р. розмістив тут свій табір. Сам Кантакузин в мемуарах, згадує місто як Кумутзіна. Також місто згадується в османській “Хроніці Умур-паші” — документі XV століття.
У 1363 році фортеця була захоплена османами, які володіли нею до 1912 року.

## Архітектура
Фортеця була чотиригранною з чотирма входами, два з яких — північний та південний були основними, 16 вежами (4 циліндричні та 12 прямокутних) і мала мур 9,6 метра у висоту та такою довжиною стін: захід 125 м., північ 118 м., схід 131 м., південь 116 м. Циліндричні вежі, розташовані на кутах, мали діаметр 6,5 м. Прямокутні вежі (по 3 на кожній стіні) мали ширину 6,5-8,5 м.  та виступали на 4,5-5,5 м за фасад муру. Стіни побудовані за такою схемою: шари каміння, склеєні між собою цементом і зміцнені 3 паралельними шарами цегли, висотою 30 см (по чотири цегли на шар у висоту). Перший зміцнюючий шар цегли розташований на висоті 1 м від поверхні землі, а наступні повторюються через кожні 2 метри.

## Сьогодення
Сьогодні руїни укріплення розташовані в центрі сучасного міста на території двох його кварталів, а всередині руїн знаходиться церква Успіння Богородиці, яка датується 1800 р. На початку ХХ століття  всередині стін жила єврейська громада, а район називався Еврагія. При цьому єврейська синагога була зруйнована в 1994 році. Укріплення були у відносно хорошому стані до початку ХХ століття, проте був зруйнований османською, болгарською та грецькою владою. Зокрема з каменів стін османи збудували мечать, а болгари зруйнували вежі, залишивши лише частину стін.
Для підтримання та відновлення проекту фортеця була включена в оперативну програму Македонія - Фракія 2007-2013. Програма включає рекламу пам'яток, які існують навколо фортеці.